# Гірська бригада УГА
Гірська бригада УГА — єдина гірська бригада, що вела бойові дії у складі УГА.
Командував бригадою отаман Василь Черський.
У травні 1919 року частини Гірської бригади УГА чисельністю 4000 стрільців, що була відрізана від решти УГА синхронними ударами сил польської армії генерала Галлера і румунської армії, вимушені були перейти через Карпати на територію Закарпаття, де їх було роззброєно й інтерновано чехословацькою армією в таборі біля містечка Німецьке Яблонне. З часом до неї приєдналися й інші групи старшин і стрільців УГА. Бригада залишила там свою штаб-квартиру і персонал, щоб бути готовими до бойових дій. Налічувала близько 5000 солдатів і офіцерів.
У червні-липні 1919 бригада брала участь у ліквідації Словацької Радянської Республіки. Влітку 1920 року до Чехословаччини пробилася ще частина УГА, а саме група генерала Кравса, яку було інтерновано в таборі в Ліберці. У квітні 1921 року інтерновані українці з обох таборів були переведені до табору в Йозефові.

## Персоналії
- Бойків Олександр Миколайович (псевда: «Граніт», «Дубчак», «Ігор» нар. 1896, с. Іспас, Коломийський район, Івано-Франківська область — † 29 вересня 1968, м. Париж, Франція) — хорунжий, визначний діяч УВО і ОУН, особистий секретар лідера ОУН Євгена Коновальця.
- Мегес Володимир Володимирович (лютий 1898, Стороневичі — †6 січня 1989) — стрілець бойової групи «Крукевичі», Третього корпусу УГА. Ветеран Першої світової війни, Італійський фронт Австро-Угорської армії, мобілізований у 1916 році в 10 Гірську бригаду, де брав участь в боях за Ісонзо. Брав участь в українсько-польській війні, був інтернований як військовополонений у польському концтаборі в Пікуличах і звільнений в кінці війни. Володимир продовжував жити в селі Стороневичі аж до кінця 1980-х. Пізніше переїхав жити з онукою у Горохів, Волинської області.
- Палій Андрій — поручник УГА.